# Magnolia vrieseana
Magnolia vrieseana là một loài thực vật có hoa trong họ Magnoliaceae. Loài này được (Miq.) Baill. ex Pierre mô tả khoa học đầu tiên năm 1880.